# 錦繡江山
《錦繡江山》（：／）是朝鮮民主主義人民共和國的月刊雜誌。創刊於1956年，編輯部設於平壤大同江區。一方面具有濃厚的官方色彩，突出宣傳領袖事跡和人民在社會主義制度下的幸福生活；另一方面也提供民間菜肴、健康常識等生活信息。
《錦繡江山》現提供線上PDF閱讀，同時印刷漢語、法語、英語、俄語等外語版本。

## 官方網站
- 錦繡江山 （页面存档备份，存于）